# Boulevard Henri-Bourassa (Québec)
Pour les articles homonymes, voir Boulevard Henri-Bourassa.
Le boulevard Henri-Bourassa est une artère routière d'axe nord-sud de la ville de Québec.

## Situation et accès
Desservant les arrondissements de La Cité-Limoilou et de Charlesbourg ce boulevard est d'une longueur d'environ 15 kilomètres, ce qui en fait un des plus longs boulevards de la ville. Débutant au sud dans le secteur portuaire de Beauport, il se rend jusqu'au cœur de Charlesbourg pour poursuivre au nord jusqu'au quartier de Notre-Dame-des-Laurentides. Il devient l'avenue de la Rivière-Jaune au nord de la rue de la Durance.

## Origine du nom
Il rend honneur à Henri Bourassa (1868-1952), homme politique, journaliste (fondateur du journal montréalais Le Devoir) et essayiste québécois.

## Historique

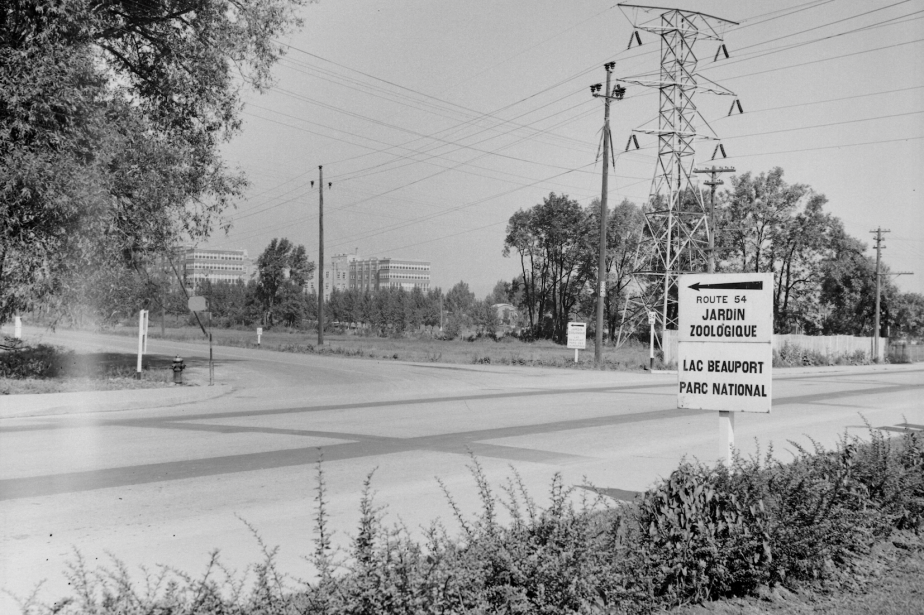
À l'angle du chemin de la Canardière en 1942.

En 1936, la route Québec-Charlesbourg est ouverte. Elle relie alors le chemin de la Canardière au nord du village de Charlesbourg. En septembre 1943, on le renomme boulevard Roosevelt-Churchill à l'occasion de la conférence de Québec toute récente à laquelle les deux hommes d'État participaient. En juillet 1953 on le renomme brièvement boulevard Desroches du nom du curé d'une paroisse qu'il traverse, puis un mois plus tard il prend son nom actuel.
Dans les années 1970, l'extrémité sud du boulevard est prolongée pour desservir un nouveau secteur du port de Québec. En 2006, l'odonyme s'est étendu au nord en englobant le boulevard du Jardin et une partie de l'avenue Notre-Dame.
Jusqu'au 29 août 2022, le nom du boulevard était également attribué à la rue donnant accès à la baie de Beauport. Ce doublon toponymique a été corrigé en renommant cette rue « chemin de la Baie-de-Beauport ».

## Bâtiments remarquables et lieux de mémoire
- Hôpital de l'Enfant-Jésus (à l'intersection avec la 18e rue)
- 8500 : Centre commercial Carrefour Charlesbourg

## Galerie

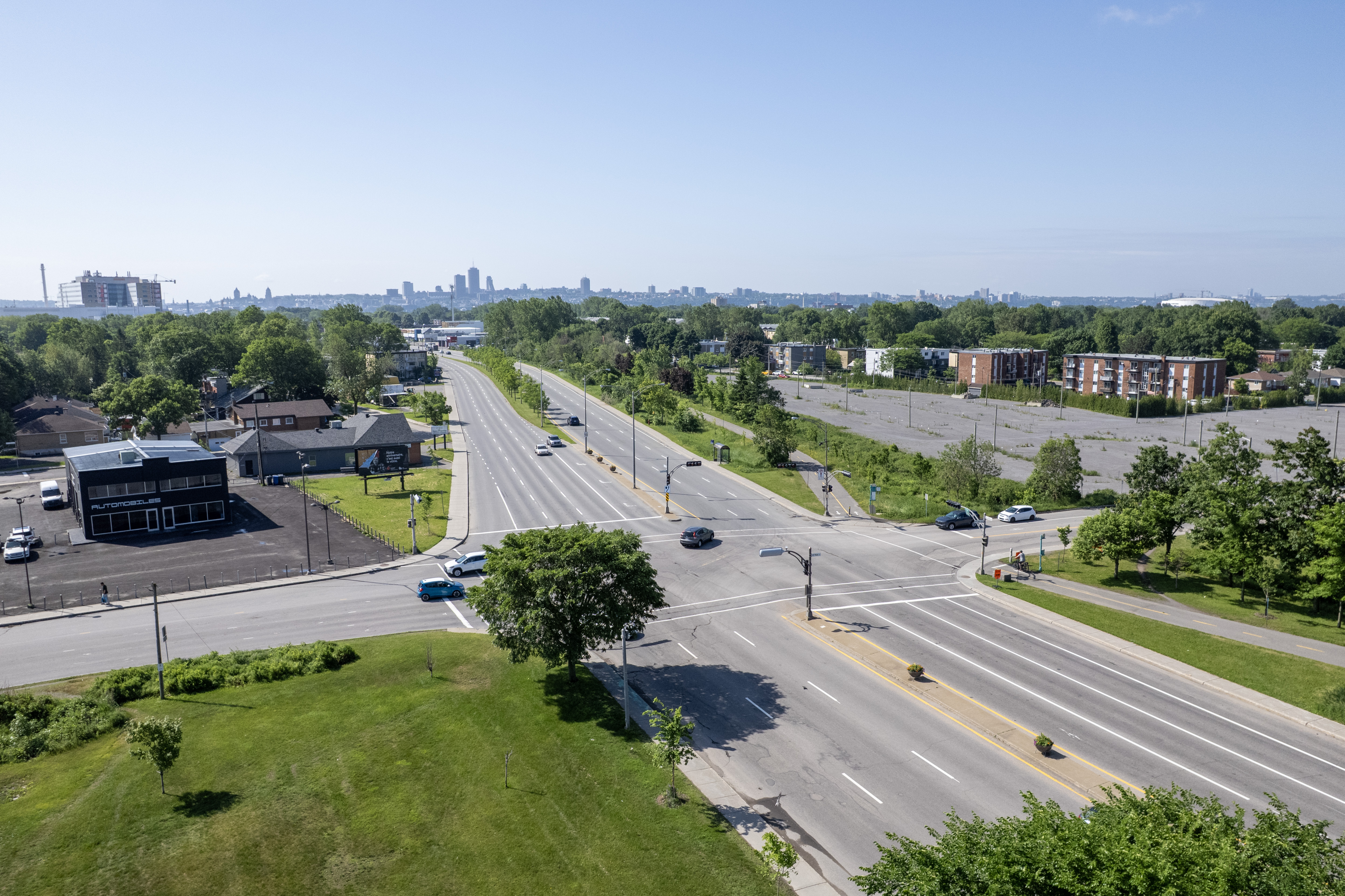
Intersection de la 41e rue
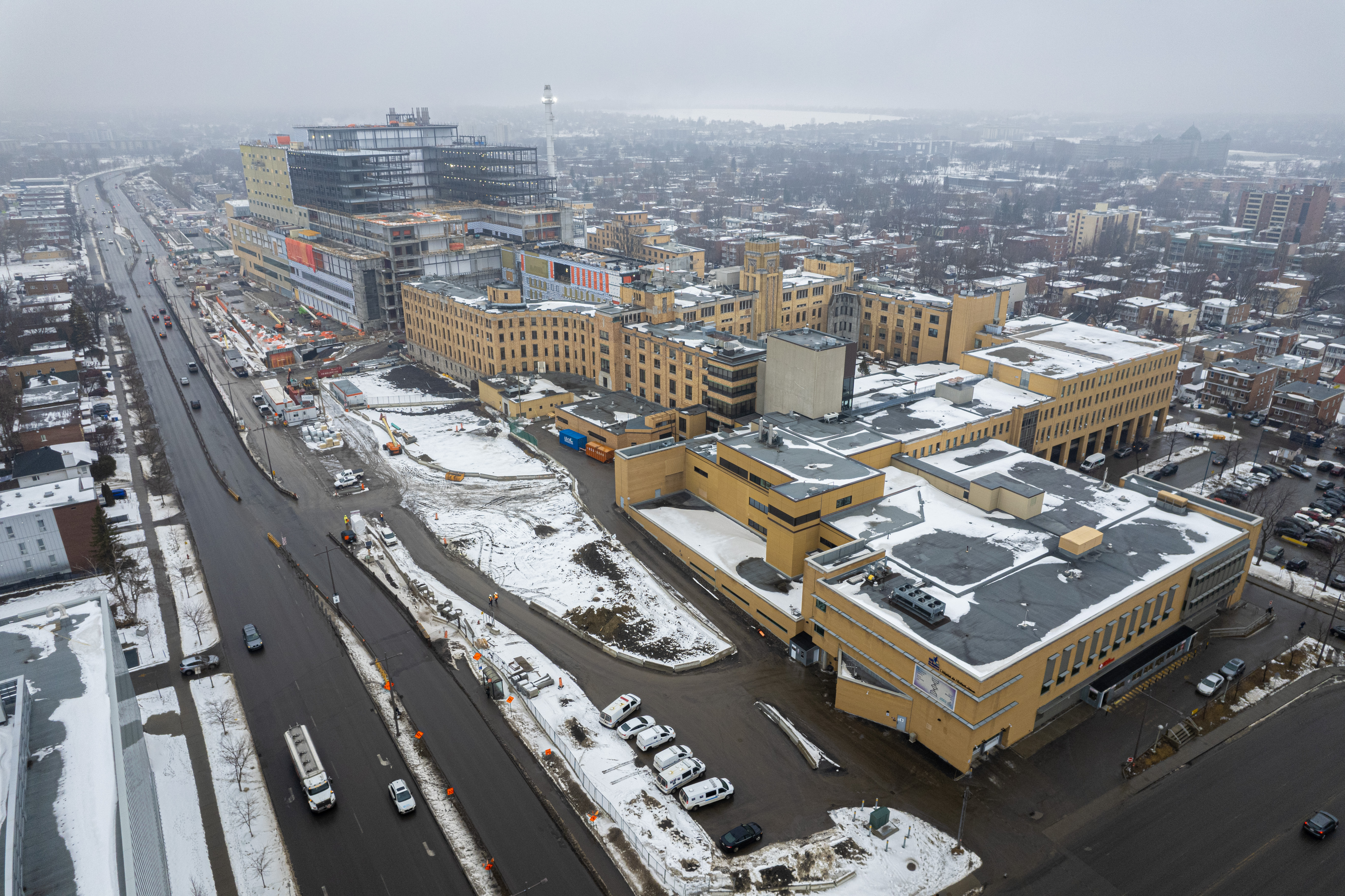
Près de l'hôpital de l'Enfant-Jésus
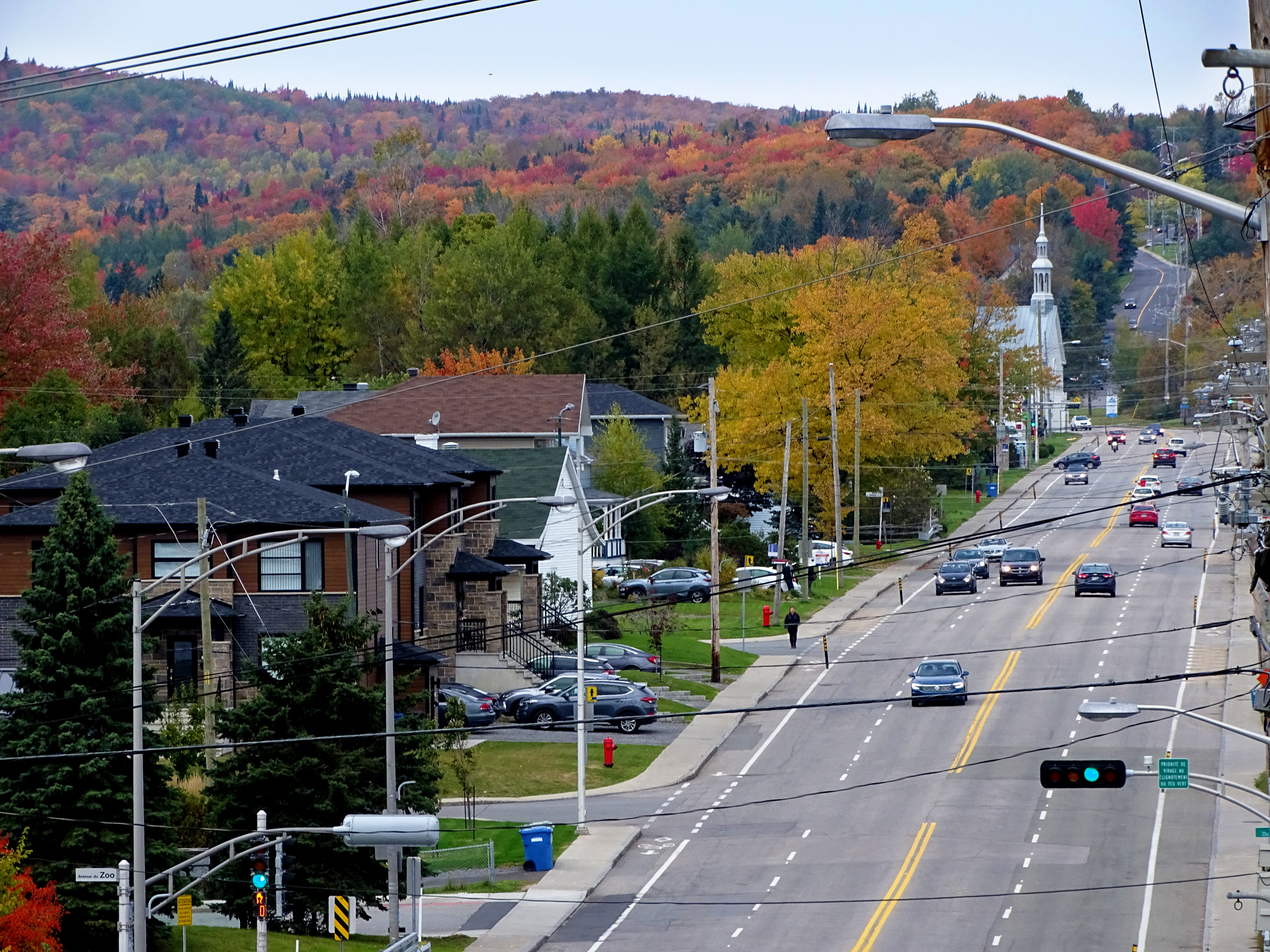
Dans le quartier de Notre-Dame-des-Laurentides